# 八代尚宏
八代 尚宏（やしろ なおひろ、1946年2月22日 - ）は、日本の経済学者。国際基督教大学教養学部社会科学科教授を経て昭和女子大学特命教授。専門は労働経済学、法と経済学、経済政策。内閣府経済財政諮問会議委員、内閣府規制改革会議委員、内閣府規制改革推進会議委員を経る。

## 経歴
同志社高等学校を経て、国際基督教大学教養学部理学科に入学。翌年、社会科学科に編入し、山本草二（国際法）・中内恒夫（経済学）の下で指導を受ける。ICU卒業後は東京大学経済学部に学士入学し、小宮隆太郎（国際貿易）のゼミで学ぶ。東大卒業後、経済企画庁に入庁。在職中の1981年にメリーランド大学大学院（アメリカ合衆国）にて経済学博士の学位を取得。OECDシニアエコノミスト、日本経済研究センター主任研究員、上智大学国際関係研究所教授、日本経済研究センター理事長、国際基督教大学教養学部社会科学科教授、昭和女子大学副学長等を歴任し、2011年4月より現職。2023年より制度・規制改革学会代表理事。
『日本的雇用慣行の経済学』（日本経済新聞社）により石橋湛山賞を受賞した。

## 主張・発言

### 労働格差
労働格差是正論者であり、同一労働同一賃金の徹底と新卒一括採用・定年制の廃止を訴えている。
前者については、「正社員・非正社員の区別なき、多様な働き方を前提とした均等ルールの設立や、正社員以外の労働者への雇用・社会保険の適用拡大を促進することが、本来の労働市場改革の目指すべき方向」であるとしている。2006年12月18日に行われた内閣府の労働市場改革などに関するシンポジウムでは、「正社員と非正規社員の格差是正のため、年功賃金の見直し等、正社員と非正規社員の賃金水準の均衡化に向けた方向での検討も必要」「既得権を持っている大企業の労働者が、（下請け企業の労働者や非正規社員など）弱者をだしにしている面がかなりある」と述べた。また、正社員の身分を持つ現代は、雇用が守ろうとする一種の身分社会と考えており、「非正規社員を正社員に転換する制度を導入するなら、同時に正社員の過度の雇用保障も見直す（つまり待遇を引き下げる）べきであり、そうすることが企業・労働者双方の利益に結びつく」としている。後者についても、新卒採用は機会均等の観点から、定年制は年齢を理由に、熟練労働者を強制的に解雇する野蛮な制度であるとして廃止すべきと主張している。
日本経団連が導入を強く推し進め、厚生労働省が検討しているホワイトカラーエグゼンプション推進派の一人。共同通信社発の記事で外国人労働力の開放を主張している。
「派遣切り」については「自己責任だとは全く思いません」と述べている。

### 株式会社立大学
特区制度を利用して導入された株式会社立大学をさらに増加させるべきであるという諮問を2007年2月16日に共同提出しているが、文部科学省は反対している。

### 選択的夫婦別姓制度
選択的夫婦別姓制度導入に賛同し、「何も全部別姓にしろと言っているわけではなくて、別姓でも同姓でも選べるようにしようという、単に選択肢を広げるだけの話」と述べた。

## 著書

### 単著
- 『現代日本の病理解明――教育・差別・福祉・医療の経済学』（東洋経済新報社、1980年）
- 『女性労働の経済分析――もう一つの見えざる革命』（日本経済新聞社、1983年）
- 『日本経済』（東洋経済新報社、1992年）
- 『結婚の経済学』（二見書房、1993年）
- 『対外摩擦の政治経済学』（日本評論社、1995年）
- 『日本的雇用慣行の経済学――労働市場の流動化と日本経済』（日本経済新聞社、1997年）
- 『人事部はもういらない』（講談社、1998年）
- 『雇用改革の時代――働き方はどう変わるか』（中央公論新社［中公新書］、1999年）
- 『少子・高齢化の経済学――市場重視の構造改革』（東洋経済新報社、1999年）
- 『規制改革――「法と経済学」からの提言』（有斐閣、2003年）
- 『健全な市場社会への戦略』（東洋経済新報社、2007年）
- 『労働市場改革の経済学 正社員「保護主義」の終わり』（東洋経済新報社、2009年）
- 『新自由主義の復権 日本経済はなぜ停滞しているのか』（中央公論新社［中公新書］、2011年）
- 『規制改革で何が変わるのか』（筑摩書房［ちくま新書］、2013年）
- 『社会保障を立て直す 借金依存からの脱却』（日本経済新聞出版社［日経プレミアシリーズ］、2013年）
- 『反グローバリズムの克服―世界の経済政策に学ぶ―』（新潮社［新潮選書］、2014年
- 『日本的雇用慣行を打ち破れ 働き方改革の進め方』（日本経済新聞出版社、2015年）
- 『シルバー民主主義　高齢者優遇をどう克服するか』（中央公論新社［中公新書］、2016年）
- 『働き方改革の経済学』（日本評論社、2017年）
- 『脱ポピュリズム国家』（日本経済新聞出版社、2018年）
- 『日本的雇用・セーフティーネットの経済学』（日本経済新聞出版社、2020年）
- 『日本経済論・入門（第３版）―戦後復興から「新しい資本主義」まで』（有斐閣、2022年）

### 共著
- （河合正弘・武蔵武彦）『経済政策の考え方』（有斐閣、1995年）
- （鈴木玲子）『家計の改革と日本経済』（日本経済新聞社、2005年）

### 編著
- 『行財政改革の経済学――政府の役割の再検討』（東洋経済新報社、1982年）
- 『高齢化社会の生活保障システム』（東京大学出版会、1997年）
- 『市場重視の教育改革』（日本経済新聞社、1999年）
- 『社会的規制の経済分析』（日本経済新聞社、2000年）
- 『「官製市場」改革』（日本経済新聞社、2005年）

### 共編著
- （八田達夫）『「弱者」保護政策の経済分析』（日本経済新聞社、1995年）
- （八田達夫）『東京問題の経済学』（東京大学出版会、1995年）
- （日本経済研究センター）『2020年の日本経済――高齢化・空洞化は克服できる』（日本経済新聞社、1995年）
- Economic Effects of Aging in the United States and Japan, co-edited with M. Hurd （The University of Chicago Press, 1997）
- （原田泰）『日本的雇用と国民生活――企業・家族・教育・年金への影響』（東洋経済新報社、1998年）
- （八田達夫）『社会保険改革――年金、介護・医療・雇用保険の再設計』（日本経済新聞社、1998年）
- （日本経済研究センター）『社会保障改革の経済学』（東洋経済新報社、2003年）
- （日本経済研究センター）『新市場創造への総合戦略――規制改革で産業活性化を』（日本経済新聞社、2004年）
- （樋口美雄）『人事経済学と成果主義』（日本評論社、2006年）
- Health Care Issues in the United States and Japan, co-edited with D. Wise, （The University of Chicago Press, 2007）